# Banco Hapoalim
El Banco Hapoalim (en hebreo: בנק הפועלים‎, banco de los obreros) es el mayor banco de Israel. Al 31 de diciembre de 2008 poseía activos por ILS 306.850.000.000. El banco tiene una presencia significativa en los mercados financieros globales. En Israel, este grupo posee más de 260 sucursales, ocho centros de negocios regionales, y oficinas para la industria orientadas a clientes corporativos. Las acciones del banco se negocian en la Bolsa de Tel Aviv.